# Holcombe Ward
Holcombe Ward, ameriški tenisač, * 13. november 1878, New York, ZDA, † 23. januar 1967, Red Bank, New Jersey, ZDA.
Holcombe Ward je največji uspeh med posamezniki dosegel leta 1904, ko je osvojil Nacionalno prvenstvo ZDA, v finalu je premagal Williama Clothierja. V finalu je nastopil še leta 1905, ko ga je premagal Beals Wright. Še uspešnejši je bil v konkurenci dvojic, kjer je šestkrat osvojil Nacionalno prvenstvo ZDA, v letih 1899, 1900, 1901, 1904, 1905, 1906 ter še dvakrat zaigral v finalu, v finale se je enkrat uvrstil tudi na Prvenstvu Anglije. V letih 1900, 1902, 1905 in 1906 je bil član zmagovite ameriške reprezentance v tekmovanju International Lawn Tennis Challenge. Leta 1956 je bil sprejet v Mednarodni teniški hram slavnih.

## Finali Grand Slamov

### Posamično (2)

#### Zmage (1)
| Leto | Turnir                   | Nasprotnik v finalu | Rezultat finala |
| 1904 | Nacionalno prvenstvo ZDA | William Clothier    | 10–8, 6–4, 9–7  |

#### Porazi (1)
| Leto | Turnir                   | Nasprotnik v finalu | Rezultat finala |
| 1905 | Nacionalno prvenstvo ZDA | Beals Wright        | 2–6, 1–6, 9–11  |

### Moške dvojice (9)

#### Zmage (6)
| Leto | Turnir                       | Partner         | Nasprotnika v finalu          | Rezultat finala         |
| 1899 | Nacionalno prvenstvo ZDA     | Dwight F. Davis | Leo Ware George Sheldon       | 6–4, 6–4, 6–3           |
| 1900 | Nacionalno prvenstvo ZDA (2) | Dwight F. Davis | Fred Alexander Harold Hackett | 6–3, 9–7, 6–1           |
| 1901 | Nacionalno prvenstvo ZDA (3) | Dwight F. Davis | Leo Ware Beals Wright         | 6–3, 9–7, 6–1           |
| 1904 | Nacionalno prvenstvo ZDA (4) | Beals Wright    | Kreigh Collins Raymond Little | 1–6, 6–2, 3–6, 6–4, 6–1 |
| 1905 | Nacionalno prvenstvo ZDA (5) | Beals Wright    | Fred Alexander Harold Hackett | 6–4, 6–4, 6–1           |
| 1906 | Nacionalno prvenstvo ZDA (6) | Beals Wright    | Fred Alexander Harold Hackett | 6–3, 3–6, 6–3, 6–3      |

#### Porazi (3)
| Leto | Turnir                       | Partner         | Nasprotnika v finalu              | Rezultat finala         |
| 1898 | Nacionalno prvenstvo ZDA     | Dwight F. Davis | Leo Ware George Sheldon           | 6–1, 5–7, 4–6, 6–4, 5–7 |
| 1901 | Prvenstvo Anglije            | Dwight F. Davis | Lawrence Doherty Reginald Doherty | 6–4, 2–6, 3–6, 7–9      |
| 1902 | Nacionalno prvenstvo ZDA (2) | Dwight F. Davis | Reginald Doherty Lawrence Doherty | 9–11, 10–12, 4–6        |